# Wiltshire (enhetskommun)
Wiltshire är en enhetskommun i det ceremoniella grevskapet Wiltshire i England,  Storbritannien. Kommunen har 515 885 invånare (2022). Administrativ huvudort är Trowbridge.
Kommunen omfattar den del av det ceremoniella grevskapet Wiltshire som inte tillhör enhetskommunen Swindon.  Större orter är Amesbury, Calne, Chippenham, Corsham, Devizes, Melksham, Royal Wootton Bassett, Salisbury, Tidworth, Trowbridge, Westbury och Warminster. 
Den är indelad i cirka 255 civil parishes för visst lokalt självstyre.